# گونسان
شهر گونسان (به کره‌ای: 군산시) با جمعیت  ۲۵۰٫۰۱۱  نفر در  استان جولا شمالی در کشور کره جنوبی واقع شده‌است.